# Toomaj Salehi
Toomaj Salehi ( en persa: توماج صالحی‎; 3 de diciembre de 1990) es un artista de hip hop iraní conocido principalmente por sus canciones de protesta sobre los problemas sociales de Irán y las políticas del gobierno de la República Islámica de Irán .   
Según Salehi, su trabajo diario es como obrero en una fábrica metalúrgica .   El gobierno iraní condenó a Salehi a seis años de prisión por participar en las protestas de Irán de 2022.  El 24 de abril de 2024, Toomaj Salehi fue condenado a muerte por cargos relacionados con el movimiento Mujeres, Vida y Libertad 2022-23 de Irán, dijo su abogado al periódico iraní Sharq. 

## Arrestos
Las fuerzas de seguridad iraníes arrestaron a Salehi el 12 de septiembre de 2021, en su casa de Shahin Shahr, cerca de Isfahán . Fue acusado de "propaganda contra el régimen" e "insultos a la autoridad dirigente suprema".   Quedó en libertad bajo fianza el 21 de septiembre, en espera de juicio. El 23 de enero de 2022, el Tribunal Revolucionario Islámico de Shahin Shahr condenó a Salehi a seis meses de cárcel y una multa.  
Salehi fue arrestado nuevamente el 30 de octubre de 2022, durante las protestas de Mahsa Amini .   La agencia de noticias Fars, afiliada al IRGC, lo describió como uno de “los líderes de los disturbios que promovieron la violencia”.  Los medios estatales también dijeron que Salehi fue arrestado durante un cruce fronterizo, afirmación que fue negada por el administrador de redes sociales de Salehi, quien anunció que fue arrestado en la provincia de Chaharmahal y Bakhtiari, no en una provincia fronteriza. 
Según informes, Salehi fue acusado de "actividad propagandística contra el gobierno, cooperación con gobiernos hostiles y formación de grupos ilegales con la intención de crear inseguridad en el país".  El Club de Jóvenes Periodistas, respaldado por el Estado, publicó un vídeo de un hombre con los ojos vendados que, según afirmó, era Toomaj, quien admitió, aparentemente bajo coacción, haber cometido "un error". Según los informes, Salehi fue internado en la prisión de Evin .   Según su familia, las autoridades iraníes torturaron a Salehi mientras estaba en cautiverio. 
Su último video musical en YouTube publicado antes de su arresto en octubre de 2022 incluía la letra: "El crimen de alguien fue bailar con el cabello al viento. El crimen de alguien fue ser valiente y criticar... 44 años de su gobierno. Es el año de fracaso."  
El 26 de noviembre de 2022, la familia de Toomaj expresó su gran preocupación por su seguridad cuando salió a la luz que se enfrentaba a un juicio a puerta cerrada. Al día siguiente, el 27 de noviembre, los medios iraníes revelaron que Salehi había sido acusado formalmente de cometer el atroz crimen de "corrupción en la Tierra", cargo que, de ser probado, podría conducir a su ejecución. Además de esta grave acusación, se alega que Salehi participó en actividades consideradas ilegales por las autoridades, incluida la difusión de propaganda, la colaboración con un adversario extranjero y la instigación de actos de violencia. Azadeh Babadi, primo de Salehi, denunció el hecho de que Salehi hubiera sido privado de su derecho fundamental a la representación legal, afirmando además que existen sospechas sobre la autenticidad de las pruebas presentadas por el gobierno iraní. Esta preocupante situación plantea serias dudas sobre la transparencia y la equidad de los procedimientos legales en los que está involucrado Salehi, y subraya las preocupaciones más amplias sobre derechos humanos que prevalecen en tales casos dentro del sistema judicial de Irán.
El 24 de abril de 2024, fue condenado a muerte por el Tribunal Revolucionario de la República Islámica de Isfahán  por la acusación de " hacer la guerra contra Dios " y " corrupción en la Tierra ", uno de los cargos más graves en Irán  y Tiene 20 días para apelar el fallo según su abogado, Amir Raisian. 